# Martin Čotar
Martin Čotar (* 10. Juli 1977 in Pazin) ist ein ehemaliger kroatischer Straßenradrennfahrer.
Martin Čotar wurde 1999 im Einzelzeitfahren U23-Europameister in Lissabon, kroatischer Meister und Militärweltmeister. Außerdem gewann er auch den nationalen Titel im Straßenrennen. Ab dem Jahr 2000 fuhr er für das Schweizer Post Swiss Team. In den Jahren 2000 bis 2002 konnte er seinen kroatischen Zeitfahrtitel verteidigen. 2002 gewann er außerdem eine Etappe bei Paths of King Nikola, wo er auch Dritter der Gesamtwertung wurde. In der Saison 2005 wurde Čotar erneut kroatischer Zeitfahrmeister und gewann die Trofej UCKA.

## Erfolge
1999
- Europameister – Einzelzeitfahren (U23)
- – Straßenrennen
- – Einzelzeitfahren
- Militärweltmeister – Einzelzeitfahren

2000
- – Einzelzeitfahren

2001
- – Einzelzeitfahren

2002
- – Einzelzeitfahren

2005
- – Einzelzeitfahren

## Teams
- 2000 Post Swiss Team
- 2001 Post Swiss Team